# Ладислао-Кабрера
Ладислао-Кабрера (исп. Provincia de Ladislao Cabrera, кечуа Ladislao Cabrera pruwinsya) — одна из 16 провинций боливийского департамента Оруро. Площадь составляет 8818 км². Население по данным на 2001 год — 11 698 человек. Плотность населения — 1,8 чел/км². Административный центр — город Салинас-де-Гарси-Мендоса.

## География
Расположена в южной части департамента. Территория провинции протянулась на 100 км с севера на юг и на 125 км с запада на восток. Граничит с провинциями Атауальпа (на западе), Суд-Карангас (на севере), Эдуардо-Авароа (на востоке) и Себастьян-Падагор (на северо-востоке), а также с департаментом Потоси (на юге).

## Население
Наиболее распространённые языки — аймара и испанский, часть населения также говорит на кечуа. Католики составляют 85,4 %; протестанты — 10,2 %. 82,4 % населения провинции заняты в сельском хозяйстве. По данным переписи 1992 года, население Ладислао-Кабрера составляло 7363 человека.

## Административное деление
В административном отношении провинция подразделяется на 2 муниципалитета:
- Салинас-де-Гарси-Мендоса
- Пампа-Аульягас.